# Coming of Age (álbum de Camel)
Coming of Age es el séptimo álbum del grupo de rock progresivo Camel en directo grabado el 13 de marzo de 1997 en Billborad, Los Ángeles, California.

## Lista de temas

### Disco uno
1. Lunar Sea (8:57)
2. Hymn to Her (6:34) 
3. Rhayader (2:53)
4. Rhayader goes to Town (5:03)
5. Preparation (3:19)
6. Dunkirk (5:05)
7. Drafted (4:28)
8. Docks (3:54)
9. Beached (4:00)
10. Spirit of the Water (3:09)
11. Ice (9:40)
12. Sasquatch (4:18)

### Disco dos
1. Milk n'Honey (3:23)
2. Mother Road (4:29) 
3. Needles (2:30)
4. Rose of Sharon (5:09) 
5. Irish Air (0:57)
6. Irish Air Reprise (2:27)
7. Harbours of tears (3:16)
8. Cobh (0:52) 
9. Send Home the States (4:04)
10. Under the Moon (1:46)
11. Watching the Bobbins (7:38)
12. Eyes of Irelands (3:13)
13. Running From Paradise (5:39) 
14. End of the Day (2:44)
15. Coming of Age (7:38)
16. The Hour Candle (7:20

## Intérpretes
- Andrew Latimer/ guitarra, voces
- Colin Bass / bajo, voces
- Foss Patterson / teclados
- Dave Stewart / percusión
Invitado: 
- Mae McKenna / voces en "Irish Air"
- Datos: Q1768841